# Merogomphus tamdaoensis
Merogomphus tamdaoensis là loài chuồn chuồn trong họ Gomphidae. Loài này được Karube mô tả khoa học đầu tiên năm 2001.